# Nídio Neto
Nídio Octavio das Dores Neto (9 de outubro de 1995), mais conhecido como Nídio Neto, é um futebolista timorense que atua pela defesa. Joga pela seleção nacional.

## Carreira internacional
Seu primeiro jogo no selecionado de Timor-Leste foi contra os Emirados Árabes pelas eliminatórias para a Copa do Mundo de 2018, em que perderam por 8 golos a zero.